# Crudia mutabilis
Crudia mutabilis är en ärtväxtart som beskrevs av De Wit. Crudia mutabilis ingår i släktet Crudia, och familjen ärtväxter. Inga underarter finns listade i Catalogue of Life.